# Léon Bénigni
Léon Bénigni (* 1892 in Paris; † 1948) war ein französischer Werbegrafiker und galt im 20. Jahrhundert als gefragtester Mode-Illustrator seiner Zeit.

## Leben

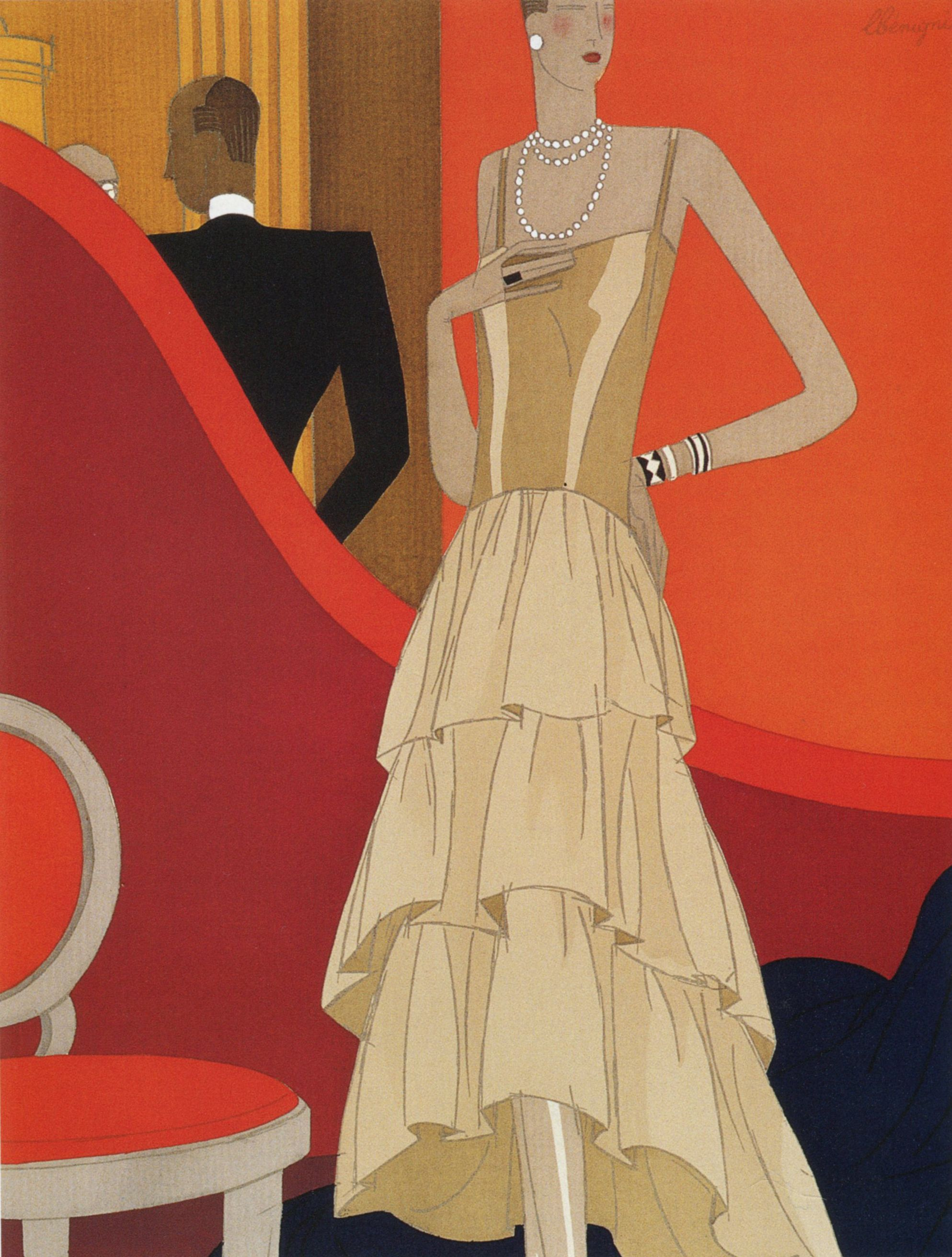
Luxus und Eleganz um 1929

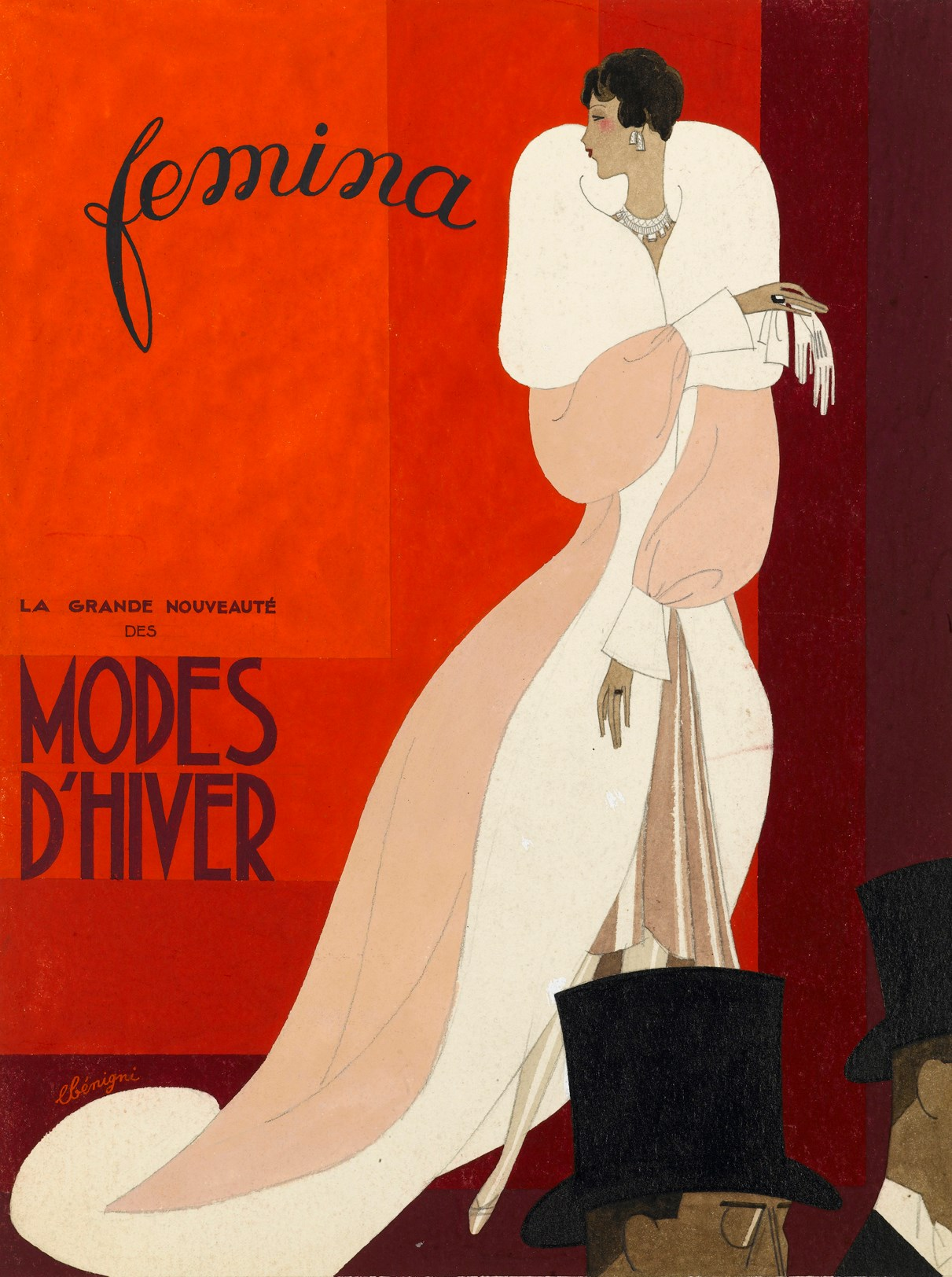
Titelblatt der Zeitschrift Femina
circa 1920er Jahre

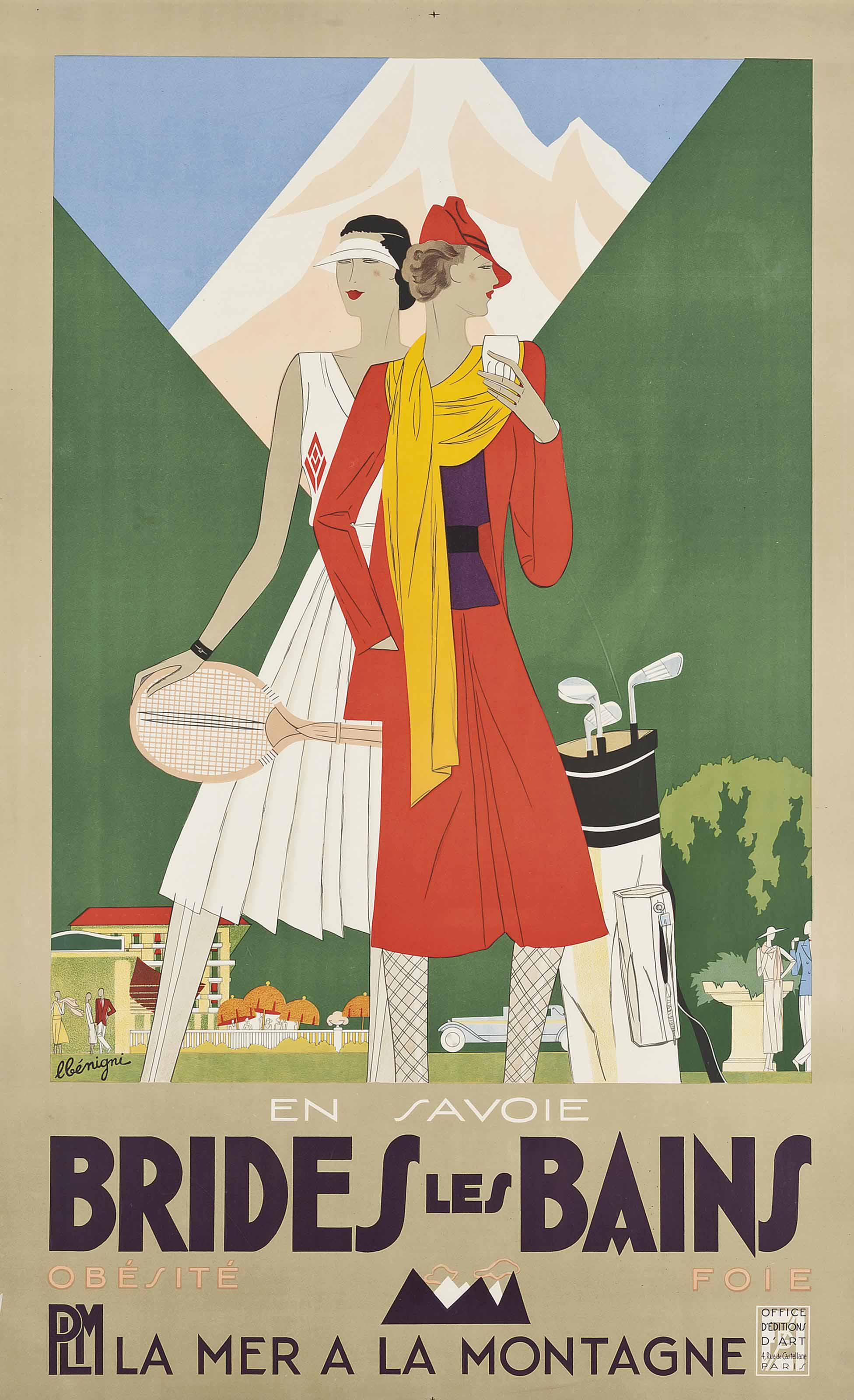
Plakat für Brides-les-Bains

Léon Bénigni hielt sich noch zur Zeit des Deutschen Kaiserreichs in Hannover auf, wo er 1910 zunächst als Bankbeamter wirkte.
Bereits in den 1920er Jahren hatte er sich jedoch – ähnlich wie Bernard Boutet de Monvel und andere – zu einem der führenden „Schöpfer des modernen Modestils“ entwickelt. Er zeichnete in feinen Linien  langgezogene, überschlanke und insbesondere Frauengestalten, die er in einem seinerzeit typisch französischen Farbumfeld aus beispielsweise Blassrosa, Tiefblau und Grasgrün auftreten ließ.
Bénigni zeichnete viel für englischsprachige Zeitschriften, arbeitete für Revuen wie Harper’s Bazaar und französische Blätter wie Modes et Traveaux, L’Officiel und andere. Er schuf Titelblätter für die französische Modezeitschrift Femina, gestaltete die Titelseite für die am 15. Dezember 1933 erschienene Erstausgabe der Textilindustrie-Fachzeitschrift International textiles.
Bénigni illustrierte aber auch Werke der klassischen Literatur. Seine Illustrationen für Alfred de Mussets Dichtungen werden zu seinen besten gezählt.
In seiner für ihn typischen Art entwarf Léon Bénigni zudem Inserate, Werbetafeln, Zeitschriften-Umschläge und andere Illustrationen, mit denen er – platziert zwischen quadratischen Anzeigen deutscher und italienischer Produzenten – etwa ein Kleid des Modeschöpfers Jean Patou vorstellte.